# 洪沛霖
洪沛霖（1917年—1989年），男，安徽无为人，中华人民共和国政治人物，曾任江苏省人民政府副省长。

## 生平
1939年加入中国共产党。1979年12月至1983年5月任江苏省人民政府副省长。